# Beijinho no Ombro
Beijinho no Ombro (en español: Besito al Hombro) es una canción de Valesca Popozuda, cantante brasileña de funk carioca. El sencillo fue lanzado el 1 de agosto de 2013 para descarga digital en iTunes, y el video musical, primero de la carrera de la cantante, el 27 de diciembre de 2013. Al segundo día de publicado el video ya había recibido casi 700.000 visitas, y a fines de marzo de 2014, la canción tenía más de 20 millones de visitas.